# Điệp viên KGB cũng sa lưới tình
Điệp viên KGB cũng sa lưới tình (tiếng Nga: Агенты КГБ тоже влюбляются, tiếng Tây Ban Nha: Los agentes de la KGB también se enamoran) là một bộ phim phiêu lưu - hài hước của đạo diễn Sebastián Alarcón, ra mắt lần đầu năm 1992.

## Diễn viên
- Sergey Gazarov
- Gloria Münchmeyer
- Luz Croxatto
- Cristián García-Huidobro
- Armen Dzhigarkhanyan
- Luis Alarcón
- Leonid Kuravlyov
- Sergey Nikonenko
- Lyusyena Ovchinnikova
- Catalina Guerra
- Mikhail Bychkov
- Igor Kashintsev
- Natalia Krachkovskaya
- Olga Tolstetskaya
- Tatyana Yakovleva

## Ê-kíp
- Thiết kế sản xuất: Sebastián Alarcón
- Phục trang: Valentina Zhemakova
- Âm thanh: Aleksey Artsinovich